# Huntington County
Huntington County ist ein County im Bundesstaat Indiana der Vereinigten Staaten. Der Verwaltungssitz (County Seat) ist Huntington.

## Geographie
Das County liegt im mittleren Nordosten von Indiana und hat eine Fläche von 1005 Quadratkilometern, wovon 14 Quadratkilometer Wasserfläche sind. Es grenzt im Uhrzeigersinn an folgende Countys: Whitley County, Allen County, Wells County, Grant County und Wabash County.

## Geschichte
Huntington County wurde am 2. Februar 1832 aus Teilen des Allen County und des Grant County gebildet. Benannt wurde es nach Samuel Huntington, dem Präsidenten des Kontinentalkongresses der dreizehn Kolonien Nordamerikas.
19 Bauwerke und Stätten des Countys sind im National Register of Historic Places eingetragen (Stand 2. September 2017).

## Demografische Daten
Nach der Volkszählung im Jahr 2000 lebten im Huntington County 38.075 Menschen in 14.242 Haushalten und 10.282 Familien. Die Bevölkerungsdichte betrug 38 Einwohner pro Quadratkilometer. Ethnisch betrachtet setzte sich die Bevölkerung zusammen aus 98,15 Prozent Weißen, 0,18 Prozent Afroamerikanern, 0,41 Prozent amerikanischen Ureinwohnern, 0,31 Prozent Asiaten, 0,01 Prozent Bewohnern aus dem pazifischen Inselraum und 0,26 Prozent aus anderen ethnischen Gruppen; 0,67 Prozent stammten von zwei oder mehr Ethnien ab. 0,95 Prozent der Bevölkerung waren spanischer oder lateinamerikanischer Abstammung.
Von den 14.242 Haushalten hatten 34,4 Prozent Kinder unter 18 Jahre, die mit ihnen im Haushalt lebten. 59,4 Prozent waren verheiratete, zusammenlebende Paare, 9,1 Prozent waren allein erziehende Mütter und 27,8 Prozent waren keine Familien. 23,6 Prozent waren Singlehaushalte und in 9,7 Prozent lebten Menschen mit 65 Jahren oder darüber. Die Durchschnittshaushaltsgröße betrug 2,57 und die durchschnittliche Familiengröße lag bei 3,04 Personen.
26,1 Prozent der Bevölkerung waren unter 18 Jahre alt, 9,9 Prozent zwischen 18 und 24, 28,1 Prozent zwischen 25 und 44 Jahre. 21,8 Prozent zwischen 45 und 64 und 14,1 Prozent waren 65 Jahre alt oder älter. Das Durchschnittsalter betrug 36 Jahre. Auf 100 weibliche Personen kamen 94,9 männliche Personen. Auf 100 Frauen im Alter von 18 Jahren und darüber kamen 91,7 Männer.
Das jährliche Durchschnittseinkommen eines Haushalts betrug 41.620 USD, das Durchschnittseinkommen der Familien 49.031 USD. Männer hatten ein Durchschnittseinkommen von 34.894 USD, Frauen 21.693 USD. Das Prokopfeinkommen betrug 19.480 USD. 3,7 Prozent der Familien und 5,5 Prozent der Bevölkerung lebten unterhalb der Armutsgrenze.

## Orte im County
- Andrews
- Banquo
- Bippus
- Bowerstown
- Bracken
- Buckeye
- Goblesville
- Harlansburg
- Huntington
- Lancaster
- Luther
- Mahon
- Majenica
- Makin
- Mardenis
- Markle
- Milo
- Mount Etna
- Pleasant Plain
- Plum Tree
- Roanoke
- Roanoke Station
- Simpson
- Warren

Townships
- Clear Creek Township
- Dallas Township
- Huntington Township
- Jackson Township
- Jefferson Township
- Lancaster Township
- Polk Township
- Rock Creek Township
- Salamonie Township
- Union Township
- Warren Township
- Wayne Township